# وله‌پرگاه
وله‌پرگاه (به لاتین: Vıləparqo) یک منطقه مسکونی است در جمهوری آذربایجان است که در شهرستان آستارا و در دهیاری موتولایاتاق واقع شده‌است.

## ریشه واژه
وله‌پرگاه از سه واژه تالشی ویل یا ول به‌معنای گل، پر یا پار به‌معنای گل و قو یا گاه به‌معنای مکان یا آبادی یا روستا تشکیل شده‌است و معنای کلی آن به‌صورت آبادی و روستای گل‌ها است.